# All India United Democratic Front
Die All India United Democratic Front (AIUDF) (assamesisch সৰ্ব ভাৰতীয় সংযুক্ত গণতান্ত্ৰীক মৰ্চা), ehemals Assam United Democratic Front (AUDF), ist eine Regionalpartei aus dem indischen Bundesstaat Assam.
Die Assam United Democratic Front wurde 2005 von Badruddin Ajmal gegründet. Später änderte sie ihren Namen in All India United Democratic Front. Die Partei hat ihre Anhängerschaft unter der muslimischen Minderheit, die in Assam rund 30 Prozent der Bevölkerung ausmacht, insbesondere unter den bengalischen Muslimen, die von Immigranten aus Bangladesch abstammen. Die Muslime Assams sind seit den 1980er Jahren wiederholt zum Opfer fremdenfeindlicher Pogrome seitens der assamesischen Mehrheitsbevölkerung geworden. Traditionell haben sich die Minderheiten Assams durch die Kongresspartei repräsentiert gefühlt, seit ihrer Gründung ist es der AIUDF aber gelungen, einen großen Teil der muslimischen Wählerschaft hinter sich zu scharen. Daneben versteht sich die AIUDF aber auch als Interessenvertretung der anderen benachteiligten Minderheiten Assams, wie der Adivasi, die während der Kolonialzeit aus Zentralindien als Arbeitskräfte in die Teeplantagen Assams kamen.
2006 trat die AUDF erstmals bei den Wahlen zum Bundesstaatsparlament von Assam an und konnte auf Anhieb zehn von 126 Wahlkreisen gewinnen. Bei der nächsten Bundesstaatswahl in Assam 2011 verbesserte die AIUDF ihr Ergebnis: Sie zog mit 18 Abgeordneten in das Parlament ein und stieg zur zweitstärksten Partei hinter der regierenden Kongresspartei auf. Auch bei den gesamtindischen Parlamentswahlen tritt die AIUDF in Assam an. Bei der Parlamentswahl 2009 konnte sie einen von 14 Wahlkreisen in Assam für sich entscheiden. Der Parteigründer Badruddin Ajmal zog als einziger Abgeordneter seiner Partei in die Lok Sabha (das Unterhaus des gesamtindischen Parlamentes) ein. Bei der Parlamentswahl 2014 konnte die AIUDF ihr Ergebnis auf drei Sitze in der Lok Sabha verbessern.